# Aci, Galatea e Polifemo

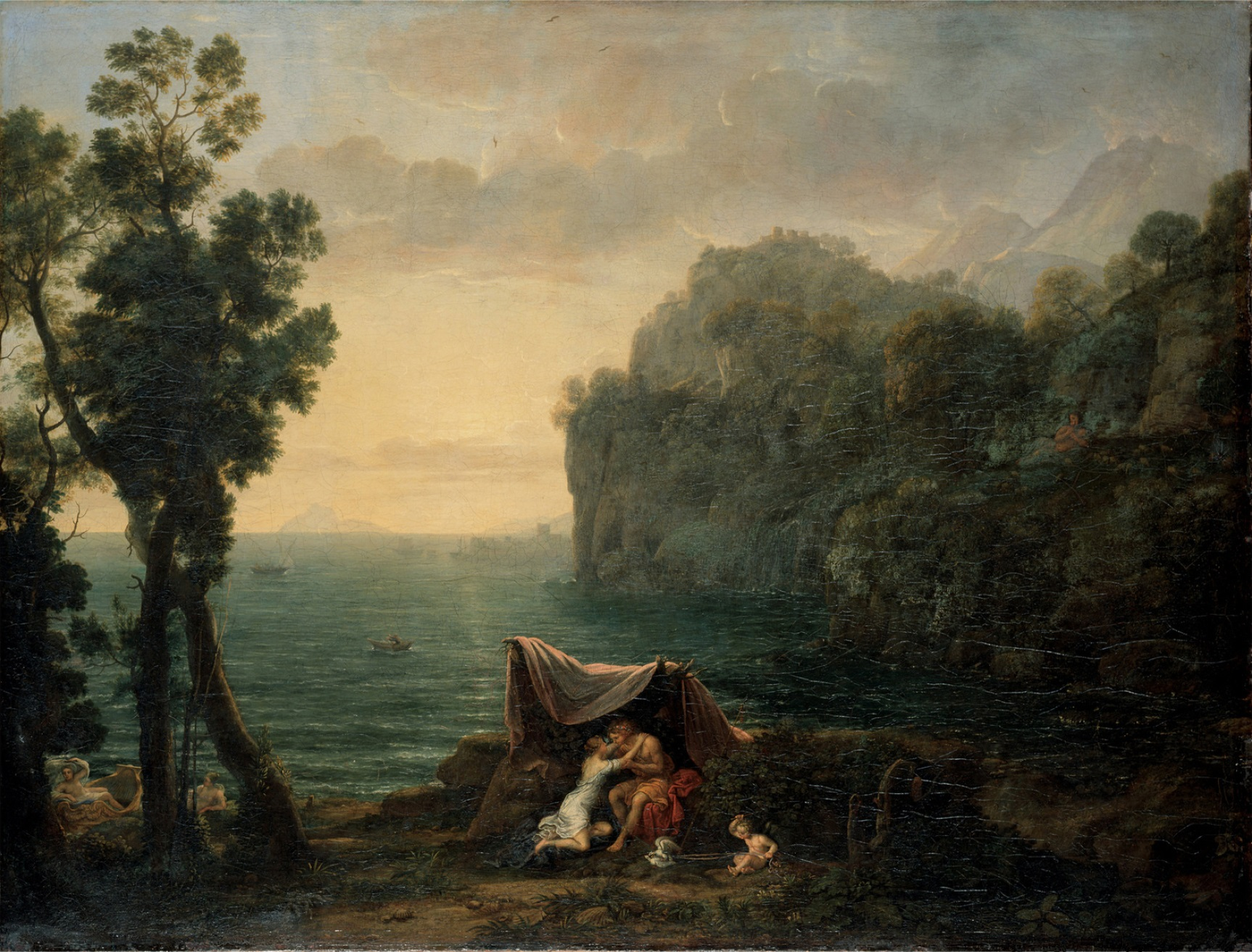
Paysage côtier avec Acis et Galatée par Claude Lorrain (1657)

Aci, Galatea e Polifemo (HWV 72) est une cantate profane (ou serenata) de Georg Friedrich Haendel, composée pendant son séjour italien.
La partition est datée du 16 juin 1708, et la première représentation eut lieu à Naples le 19 juillet suivant. Cette œuvre a vraisemblablement été commandée par Donna Aurora Sanseverino, duchesse de Laurenzana. Il est probable qu'elle a été composée pour les festivités du mariage du duc d'Alvito, Tolomeo Saverio Gallo, avec la nièce d'Aurora Sanseverino, Beatrice Tocco di Montemiletto, Princesse d'Acaja.
Le livret (en italien) est de Nicola Giuvo, qui était secrétaire particulier et conseiller littéraire de la duchesse Sanseverino. L'intrigue, fondée sur la légende d'Acis et Galatée tirée des Métamorphoses d'Ovide, est pratiquement la même que celle de l'opéra pastoral sur texte anglais (Acis and Galatea) que Haendel devait composer plus tard (1718) en Angleterre, mais la musique n'en est pas ou peu réutilisée.
La légende : Galatée, une nymphe demi-divine aime le berger Acis. Leur idylle est interrompue par le cyclope Polyphème qui est également amoureux de Galatée. Polyphème écrase Acis sous un rocher. Galatée, brisée par la douleur, métamorphose Acis en un ruisseau.
Le rôle de Polifemo (Polyphème), un des cyclopes dont les agissements se soldent par la mort d'Aci (Acis), est particulièrement remarquable par l'étendue du registre et la virtuosité vocale qu'il nécessite : l'ambitus maximum (Ré à La) est atteint dans l'aria "Fra l'ombre e gl'orrori".
L'interprétation nécessite une voix de soprano, de contralto et de basse, une flûte, un hautbois, deux trompettes, deux violons, deux violoncelles et une basse continue.
La même légende pastorale avait déjà été utilisée auparavant par Jean-Baptiste Lully pour sa pastorale héroïque Acis et Galatée (1686).